# Днес уволнение няма да има
„Днес уволнение няма да има“ (на руски: Сегодня увольнения не будет) е съветски телевизионен филм от 1959 година, който е курсова работа на режисьорите Александър Гордон и Андрей Тарковски, тогава все още студенти.

## Сюжет
Внимание:  Текстът по-долу разкрива сюжета на произведението (или части от него)!
По време на строително- ремонти дейности на улица в един съветски град, бригадата на комуналното стопанство открива в земята склад с германски боеприпаси от времето на Втората световна война. Количеството на бомбите е 30 тона и са прележали в земята 15 години. Според инструкциите боеприпасите не трябва да се обезвреждат, защото е опасно. Не могат и да бъдат взривени, защото наоколо има жилищни квартали. Назначение за обезопасяване на периметъра получава сапьорския отряд на Капитан Галич. В десет часа сутринта на следващия ден цялото население на града е евакуирано. В ужасяващата яма остават само седем мъже. Те започват игра със смъртта.

## В ролите
- Олег Борисов като Капитан Галич, командир на сапьорския отряд
- Алексей Алексеев като Полковник Гвелесиани
- Пьотр Любешкин като Партийния секретар Вершинин
- Олег Мокшанцев като Вишняков, сапьор
- Владимир Маренков като Васин, сапьор
- Игор Косухин като Цигнадзе, сапьор
- Леонид Куравльов като Морозов, сапьор
- Станислав Любшин като Садовников, сапьор
- Алексей Смирнов като Василий Макарович, жител на града
- Алексей Добронравов като Доктор Кузмин
- Нина Головина като съпругата на капитан Галич